# Carex pilulifera
Espèce
Carex pilulifera, la Laîche à pilules, est une plante herbacée de la famille des Cypéracées.

## Liste des sous-espèces, variétés et formes
Selon World Checklist of Selected Plant Families (WCSP) (6 avril 2015) :
- Carex pilulifera subsp. azorica (J.Gay) Franco & Rocha Afonso, 1978
- Carex pilulifera subsp. pilulifera

Selon Tropicos (6 avril 2015) (Attention liste brute contenant possiblement des synonymes) :
- Carex pilulifera subsp. azorica (J. Gay) Franco & Rocha Afonso
- Carex pilulifera subsp. pilulifera
- Carex pilulifera var. azorica (J. Gay) Christ
- Carex pilulifera var. bastardiana (DC.) Nyman
- Carex pilulifera var. bertolonii Pi. Savi
- Carex pilulifera var. deflexa (Hornem.) Drejer
- Carex pilulifera var. digyna Boeckeler
- Carex pilulifera var. leesii Ridl.
- Carex pilulifera var. mucronata Peterm.
- Carex pilulifera var. novae-angliae Kurtz
- Carex pilulifera var. pallescens Beckh.
- Carex pilulifera var. vaginata Boeckeler
- Carex pilulifera var. vegeta Merino
- Carex pilulifera fo. americana Boeck
- Carex pilulifera fo. fallax Vatke ex Asch. & Graebn.
- Carex pilulifera fo. fuscidula Waisb.
- Carex pilulifera fo. golenzii Asch. & Graebn.
- Carex pilulifera fo. laxa Waisb.
- Carex pilulifera fo. longibracteata Lange
- Carex pilulifera fo. major Wirtg. ex Herrenkohl
- Carex pilulifera fo. pallida Peterm.
- Carex pilulifera fo. pedunculata Waisb.
- Carex pilulifera fo. refracta Waisb.